# Brett Williams (Schauspieler)
Brett Williams (* 16. September 1975 in Kapstadt) ist ein südafrikanischer Schauspieler und Filmschaffender.

## Leben
Williams wurde am 16. September 1975 in Kapstadt geboren. Nach seinem Abschluss am Rosebank House College im Jahr 1998 schrieb er sich für den Sommer für einen Schauspielkurs an der renommierten Schauspielschule Royal Academy of Dramatic Art in London ein. 2000 vertiefte er seine Kenntnisse an der Australian Academy of Dramatic Art, 2002 erhielt er an der The Journey (Actors Centre Australia) sein fortgeschrittenes Diplom in darstellenden Künsten. Er spricht Englisch und Afrikaans.
Nach seinem Abschluss sammelte er erste Erfahrungen als aktiver Schauspieler in verschiedenen Theaterproduktionen. So übernahm er unter anderen 2002 Hauptrollen im Stück Withnail & I als titelgebender Withnail sowie im Stück Richard III. als König Richard III. 2008 spielte er in den beiden Kurzfilmen Wake und The Burial mit und wirkte in der folge immer wieder in verschiedenen Fernseh- und Filmproduktionen mit. Er hatte Episodenrollen unter anderen in Dance Academy – Tanz deinen Traum!, Outcasts, Horror Trips – Wenn Reisen zum Albtraum werden sowie Die Briten. 2016 folgten Filmrollen in Jacques – Entdecker der Ozeane und Im Todestrakt sowie eine Episodenrolle in der Fernsehserie Black Sails. 2022 verkörperte er im Film Redeeming Love – Die Liebe ist stark die Rolle des Jonathan Axel. 2023 war er in zwei Episoden des Netflix Originals One Piece in der Rolle des Lämmchen zu sehen.
Williams ist auch als Filmregisseur und Drehbuchautor von Kurzfilmen tätig. Sein Kurzfilm The Death and Life of Desmond Wolfe erschien unter anderen am 1. September 2013 auf dem Filminute in Rumänien sowie am 20. Dezember 2013 auf dem 100 Films in 100 Minutes in der Ukraine. Im Folgejahr erhielt sein Film eine Top-5-Empfehlung beim Internationalen 1-Minuten-Kurzfilmfestival 2014. Sein zweiter Kurzfilm The Parcel wurde am 10. Oktober 2015 auf dem Shnit Short Film Festival uraufgeführt. Dort gewann der Film den Publikumspreis.

## Filmografie (Auswahl)

### Schauspiel
- 2008: Wake (Kurzfilm)
- 2008: The Burial (Kurzfilm)
- 2009: Man’s Best Friend (Kurzfilm)
- 2010: Dance Academy – Tanz deinen Traum! (Dance Academy, Fernsehserie, Episode 1x10)
- 2011: Outcasts (Fernsehserie, Episode 1x07)
- 2011: BloodRush (Kurzfilm)
- 2012: How We Invented the World (Fernsehdokuserie, Episode 1x04)
- 2013: Horror Trips – Wenn Reisen zum Albtraum werden (Banged Up Abroad, Fernsehdokuserie, Episode 9x08)
- 2013: The Death and Life of Desmond Wolfe (Kurzfilm)
- 2014: Love the One You Love
- 2014: Shark Week (Fernsehdokuserie, Episode 27x03)
- 2014: Die Briten (The British, Fernsehdokuserie, Episode 1x01)
- 2015: Momentum
- 2016: Jacques – Entdecker der Ozeane (L’odyssée)
- 2016: Im Todestrakt
- 2016: Black Sails (Fernsehserie, Episode 3x06)
- 2017: Origins: The Journey of Humankind (Fernsehdokuserie, Episode 1x03)
- 2017: Godmother (Kurzfilm)
- 2017: The Last Post (Miniserie, Episode 1x04)
- 2017: Outlander (Fernsehserie, Episode 3x13)
- 2018: Pathological (Kurzfilm)
- 2019: Finn (Kurzfilm)
- 2019: Deep State (Fernsehserie, Episode 2x08)
- 2019: The Red Sea Diving Resort
- 2020: Bulletproof 2
- 2020: Fried Barry
- 2020: Raised by Wolves (Fernsehserie, Episode 1x01)
- 2020: The Cars That Made the World (Miniserie, Episode 1x04)
- 2021: #MeowToo (Kurzfilm)
- 2021: In 80 Tagen um die Welt (Around the World in 80 Days, Fernsehserie, Episode 1x06)
- 2022: Redeeming Love – Die Liebe ist stark (Redeeming Love)
- 2023: One Piece (Fernsehserie, 2 Episoden)
- 2024: Mord auf dem Inka-Pfad (Fernsehvierteiler)

### Filmschaffender
- 2013: The Death and Life of Desmond Wolfe (Kurzfilm; Drehbuch und Regie)
- 2015: The Parcel (Kurzfilm; Regie)

## Theater (Auswahl)
- 2002: One flew over the Cuckoos Nest
- 2002: Sound of Music
- 2002: Withnail & I
- 2002: Cream of Cult, Regie: Brett Wood/Dean
- 2002: Richard III., Regie: Sylvia Rands
- 2002: Lovelines
- 2002: Dinner with Friends, Regie: Dean Carey
- 2003: St. James Infirmary, Regie: Nick Enright
- 2003: Rain before Seven, Regie: Felicity Price
- 2003: Talking about a Body, Regie: Frances Jankowski
- 2003: The John Wayn Principle, Regie: Robert Benedetti
- 2006: The Simple Truth, Regie: Paul Griffiths
- 2018: Apple Face, Regie: Adrian Collins